# Вале Брача (Рим)
Вале Брача је насеље у Италији у округу Рим, региону Лацио.
Према процени из 2011. у насељу је живело 52 становника. Насеље се налази на надморској висини од 154 м.